# اولگ زایتسف
اولگ زایتسف (انگلیسی: Oleg Zaytsev; ۴ اوت ۱۹۳۹ – ۱ مارس ۱۹۹۳) بازیکن هاکی روی یخ اهل اتحاد جماهیر شوروی سوسیالیستی بود.